# Jana Hanuliaková
Jana Hanuliaková (* 15. Dezember 1980) ist eine slowakische Unternehmerin und Politikerin. Seit 2023 sitzt sie für Progresívne Slovensko im Nationalrat der Slowakischen Republik.

## Leben
Jana Hanuliaková studierte Marketingmanagement sowie öffentliche Ordnung und Verwaltung und arbeitete zum Zeitpunkt ihrer Kandidatur für den Nationalrat der Slowakischen Republik als Managerin im Transportwesen. Zudem engagiert sie sich bei Projekten wie Voda pre všetkých (deutsch: „Wasser für alle“) oder Odstráňme bariéry (deutsch: „Lasst uns die Barrieren beseitigen“). Sie lebt in der slowakischen Gemeinde Abrahám.

## Politische Laufbahn
Nachdem sie bereits zehn Jahre in der slowakischen Kommunalpolitik aktiv war, kandidierte Jana Hanuliaková für Progresívne Slovensko bei der Nationalratswahl in der Slowakei 2023. Sie erhielt auf der Kandidatenliste der Partei den 16. Platz. Bei der Wahl erhielt ihre Partei 533 136 stimmen und damit 17,96 Prozent, wodurch sie zweitstärkste Kraft wurde. Jana Hanuliaková selbst erhielt 5 730 Stimmen und schaffte durch ihren Listenplatz den Einzug in den Nationalrat der Slowakischen Republik. Dort gehört sie seitdem dem Klub Progresívne Slovensko an. Zudem ist sie stellvertretende Gutachterin im Výbor pre verejnú správu a regionálny rozvoj (deutsch: „Ausschuss für öffentliche Verwaltung und Regionalentwicklung“).